# Miss Espírito Santo 2008
Miss Espírito Santo 2008 foi o 51ª ano de participação do Estado do Espírito Santo no certame nacional de Miss Brasil. Não houve eleição este ano, caindo sobre a modelo de Mimoso do Sul, Francielem "Francis" Riguete a chance de representar seu Estado no Miss Brasil 2008, único caminho para o Miss Universo. O responsável pela aclamação da capixaba foi Wildson Pina, coordenador do evento, que realizou a cerimônia de coroação no Teatro Stênio Garcia, na cidade natal da candidata, em 1º de Dezembro de 2007.

## Resultados

### Colocações
| Posição   | Município e Candidata                |
| Vencedora | - Mimoso do Sul - Francielem Riguete |